# Omnivium
Albums de Obscura
Cosmogenesis
(2009)
Omnivium est le troisième album studio du groupe de Death metal technique allemand Obscura. Il est sorti le 29 mars 2011 sous le label Relapse Records.

L'album est sorti en version Deluxe, incluant notamment une piste bonus, Concerto, qui est une reprise du groupe Cacophony. Il est basé sur la nouvelle "Du lien de la nature au monde des esprits" de Friedrich Wilhelm Joseph von Schelling.

## Composition du groupe
- Steffen Kummerer - guitare, chant
- Christian Muenzner − guitare
- Jeroen Paul Thesseling − basse
- Hannes Grossmann - batterie

## Liste des morceaux
Toutes les paroles sont écrites par Steffen Kummerer.
| 1.    | Septuagint                                                                | Muenzner, Kummerer, Grossmann             | 7:18 |
| 2.    | Vortex Omnivium                                                           | Muenzner, Grossmann                       | 4:14 |
| 3.    | Ocean Gateways                                                            | Grossmann, Kummerer                       | 5:56 |
| 4.    | Euclidean Elements                                                        | Grossmann                                 | 4:51 |
| 5.    | Prismal Dawn                                                              | Kummerer, Thesseling, Grossmann           | 6:21 |
| 6.    | Celestial Spheres                                                         | Grossmann                                 | 5:28 |
| 7.    | Velocity                                                                  | Kummerer, Grossmann                       | 6:04 |
| 8.    | A Transcendental Serenade                                                 | Muenzner, Kummerer, Grossmann, Thesseling | 6:13 |
| 9.    | Aevum                                                                     | Grossmann, Thesseling                     | 7:51 |
| 10.   | Concerto (reprise de Cacophony) (Piste bonus inclus sur l'édition Deluxe) | Becker, Friedman                          | 4:37 |
| 54:13 |                                                                           |                                           |      |